# 高桥勇市
高桥勇市（日语：／ Takahashi Yuichi，1965年6月12日—），日本男子田径运动员。他曾代表日本参加2004年、2008年和2012年夏季残疾人奥林匹克运动会田径比赛，其中2004年夏季残奥会获得一枚金牌。